# Chen Yanqing
Chen Yanqing (5 de abril de 1979, em Suzhou) é uma chinesa halterofilista.
Chen Yanqing estabeleceu seu primeiro recorde mundial no campeonato (mundial) de 1997, com 131 kg no arremesso, na categoria até 64 kg. Após a reestruturação das classes de peso que a Federação Internacional de Halterofilismo fez em 1998, ela definiu mais 20 recordes mundiais — sete no arranque, outros cinco no arremesso e oito no total combinado, na categoria até 58 kg.